# Augeneriella alata
Augeneriella alata är en ringmaskart som beskrevs av Hartmann-Schröder 1991. Augeneriella alata ingår i släktet Augeneriella och familjen Sabellidae. Inga underarter finns listade i Catalogue of Life.